# Eudromia formosa
El inambú chaqueño, martineta del quebracho, o martineta chaqueña (Eudromia formosa) es una especie de ave tinamiforme que se encuentra en bosques secos en regiones subtropicales y tropicales de más de 500 m s. n. m. de altitud. 
Es originaria de Paraguay y del noreste de Argentina con una extensión global estimada de 290.000 km². La investigación de 2024 posiblemente indique que también es originaria de Bolivia en tarija.

## Características
La martineta del quebracho es de aproximadamente 39 cm de alto. La parte superior del cuerpo presenta un color marrón grisáceo-negruzca con unos pequeños puntos blancos dispersos. Su parte inferior del cuerpo es en cambio de color pálido casi blanquecino. 
Su cabeza tiene una cresta negra, siendo su cuello largo, delgado y recto.  Tiene una banda oscura detrás de los ojos, es bordeado por encima y por debajo de rayas blancas.

## Subespecies
Se conocen dos subespecies de Eudromia formosa:
- Eudromia formosa mira - chaco de Paraguay y posiblemente áreas adyacentes del norte de Argentina y del Provincia del Gran Chaco en Bolivia
- Eudromia formosa formosa - quebracho del norte y centro de Argentina y de Tarija (Bolivia)